# Подыгрушка
Подыгрушка (бел. Падыгрушка) — упразднённый посёлок в Чечерском районе Гомельской области Белоруссии. Входил в состав Залесского сельсовета.
В результате катастрофы на Чернобыльской АЭС и радиационного загрязнения жители (34 семьи) в 1992 году переселены в чистые места.

## География

### Расположение
В 12 км на восток от Чечерска, 49 км от железнодорожной станции Буда-Кошелёвская (на линии Гомель — Жлобин), 77 км от Гомеля.

## Транспортная сеть
Транспортные связи по просёлочной, затем автомобильной дороге Полесье — Чечерск. Планировка состоит из короткой широтной улицы, застроенной двусторонне деревянными усадьбами.

## История
Основан в начале 1920-х годов на бывших помещичьих землях переселенцами из соседних деревень. В 1930 году организован колхоз. Во время Великой Отечественной войны 4 ноября 1942 года оккупанты сожгли посёлок. 13 жителей погибли на фронтах. Согласно переписи 1959 года входил в состав совхоза «Беляевский» (центр — деревня Беляевка).

## Население

### Численность
- 2004 год — хозяйства, жителя.

### Динамика
- 1940 год — 30 дворов 90 жителей.
- 1959 год — 126 жителей (согласно переписи).
- 2004 год — дворов, жителей.